# موموكو كوتشي
موموكو كوتشي (باليابانية: 河内桃子 ) (و. 1932 – 1998 م) هي ممثلة، وممثلة صوتية، وممثلة مسرحية، من اليابان، توفيت في طوكيو، عن عمر يناهز 66 عاماً، بسبب سرطان القولون.

## وصلات خارجية
- موموكو كوتشي على موقع IMDb (الإنجليزية)
- موموكو كوتشي على موقع روتن توميتوز (الإنجليزية)
- موموكو كوتشي على موقع ألو سيني (الفرنسية)
- موموكو كوتشي على موقع تيرنر كلاسيك موفيز (الإنجليزية)
- موموكو كوتشي على موقع أول موفي (الإنجليزية)
- موموكو كوتشي على موقع قاعدة بيانات الأفلام السويدية (السويدية)
- موموكو كوتشي على موقع قاعدة بيانات الفيلم (الإنجليزية)
- موموكو كوتشي على موقع كينوبويسك (الروسية)
- 河内桃子 at allcinema (باليابانية)
- 河内桃子 at KINENOTE (باليابانية)
- 河内桃子 at MovieWalker (باليابانية)
- 河内桃子 at ◇テレビドラマデータベース◇ (باليابانية)